# Ямальський район
Яма́льський район (рос. Ямальский район) — адміністративна одиниця Ямало-Ненецького автономного округу Російської Федерації.
Адміністративний центр — село Яр-Сале.

## Географія
Ямальський район розташований в північно-західній частині Ямало-Ненецького автономного округу. На сході він межує з Тазівським районом, на півдні — з Надимським районом, на південному заході — з Приуральським районом, на заході і півночі межа проходить з акваторією Байдарацької губи і Карського моря.
В межах Ямальського району разом з прилеглою акваторією Карського моря, Байдарацької і Обської губ, річок Надимська Об і Хаманельська Об його територію становлять півострів Ямал, землі на правобережжі річки Надимська Об в околицях села Салемал і на південь від нього, найбільший за площею в автономному окрузі острів Білий і численні дрібні острови.

## Історія
10 грудня 1930 року постановою ВЦВК утворений Ямало-Ненецький національний округ і в його складі Ямальський район. Назва півострова Ямал, який дав назву всьому автономному окрузі і становить територію однойменного муніципального утворення, в перекладі з ненецької мови означає — «край землі».
Переданий 14 серпня в склад Ямало-Ненецького округу з Омської області в Тюменську область.
- 4 червня 1946 року — Нейтинська і Тамбейська сільради увійшли до складу Ямальського району
- 27 листопада 1947 року — ліквідовані Тамбейська і Тіутейська сільради, як фактично не існуючі
- 8 січня 1959 року — Юрабейська сільрада ліквідована як фактично неіснуюча
- 5 листопада 1965 року — Пуйковська сільрада перейменовано в Салемальську
- 11 лютого 1971 року — Яптиксалинська сільрада перейменована в Мискаменську
- 12 жовтня 1976 року — утворена Панаєвська сільрада, Нейтинська сільрада перейменовано в Сьояхинську, Південно-Ямальська — в Новопортовську
- 27 жовтня 1989 року — утворена Яптик-Салинська сільрада
- 4 жовтня 1994 року — Яптик-Салинська сільрада ліквідована, територія передана Мискаменській сільраді
- 28 грудня 1998 року — затверджено герб Ямальського району

## Населення
Населення району становить 16779 осіб (2018; 16310 у 2010, 14918 у 2002).
Понад 10 тисяч осіб — представники корінних нечисленних народів Півночі. Близько 40 % мешканців муніципального утворення зайняті в оленярстві і ведуть традиційний кочовий спосіб життя. Демографічна ситуація в районі характеризується збільшенням населення за рахунок природного приросту (близько 10 осіб на 1000 населення), зростанням народжуваності, в тому числі і серед корінних нечисленних народів Півночі. Це явище свідчить про створення в районі необхідних умов для збереження традиційних галузей господарювання.
Частина населення є кочівниками і живуть поза населеними пунктами.

## Адміністративно-територіальний поділ
На території району 6 сільських поселень:
| Поселення                         | Площа, км² | Населення, осіб (2002) | Населення, осіб (2010) | Населення, осіб (2017) | Центр        | Населені пункти |
| --------------------------------- | ---------- | ---------------------- | ---------------------- | ---------------------- | ------------ | --------------- |
| Мис-Каменське сільське поселення  | -          | 2403                   | 1716                   | 1373                   | Мис Каменний | 2               |
| Новопортівське сільське поселення | -          | 1932                   | 1780                   | 1764                   | Новий Порт   | 1               |
| Панаєвське сільське поселення     | -          | 1951                   | 2265                   | 2433                   | Панаєвськ    | 1               |
| Салемальське сільське поселення   | -          | 1003                   | 970                    | 946                    | Салемал      | 1               |
| Сьояхинське сільське поселення    | -          | 2337                   | 2605                   | 2714                   | Сьояха       | 1               |
| Яр-Салинське сільське поселення   | -          | 5276                   | 6928                   | 7413                   | Яр-Сале      | 2               |
| міжселенна територія              | -          | 16                     | 46                     | 49                     | -            | 2               |

## Найбільші населені пункти
| № | Населений пункт | Населення, осіб (2002) | Населення, осіб (2010) |
| - | --------------- | ---------------------- | ---------------------- |
| 1 | Яр-Сале         | 4 872                  | 6 486                  |
| 2 | Сьояха          | 2 318                  | 2 605                  |
| 3 | Панаєвськ       | 1 951                  | 2 265                  |
| 4 | Новий Порт      | 1 932                  | 1 780                  |
| 5 | Мис Каменний    | 2 265                  | 1 653                  |

## Традиційна господарська діяльність
На території півострова Ямал випасають більше двохсот тисяч голів домашніх оленів, здійснюють свою діяльність близько 1000 господарств з розведення оленів різних форм власності. 2002 року в районному центрі — селі Яр-Сале — введений в дію забійно-переробний комплекс, сертифікований за нормами ЄС, оснащений сучасним високотехнологічним устаткуванням. Мета його створення — сприяння входженню традиційної галузі північного господарювання в ринкову економіку, підвищення якості оленевої продукції до рівня європейських стандартів. Виробнича потужність об'єкта дозволяє обслуговувати більшість діючих на території півострова господарств. Підприємство випускає понад 60 найменувань делікатесної продукції з м'яса оленини, яке має високі дієтичні властивості. Продукція «Ямальських оленів» — копченості, ковбасні вироби, тушковане м'ясо — вже неодноразово представлялася на російських і міжнародних конкурсах і виставках-ярмарках, де отримувала почесних нагород.
Розвинене озерне і річкове рибальство, а також сезонний лов уздовж узбережжя Карського моря і Обської губи

## Транспорт
Півострів Ямал відрізняється досить низьким розвитком транспортної інфраструктури. Масштабне промислове освоєння регіону неможливо без відповідного розвитку авіаційного та залізничного сполучення. На сьогодні доставка значного обсягу вантажів на Ямал здійснюється морським транспортом в період літньої навігації через порт Харасавей.
Для забезпечення можливості цілорічних вантажопасажирських перевезень на півострів Ямал ведеться будівництво нової залізничної лінії «Обська — Бованенково» протяжністю 525 км. Проектом освоєння Бованенківського родовища передбачалося будівництво аеропорту «Бованенково» до 2012 року.

## Культура і освіта
В районі діє 8 дошкільних освітніх установ, 8 загальноосвітніх шкіл. Також є краєзнавчий музей, 8 культурно-дозвіллєвих закладів, 9 бібліотек.